# 伊魯杜河
12°48′40″S 49°39′40″E / 12.81111°S 49.66111°E

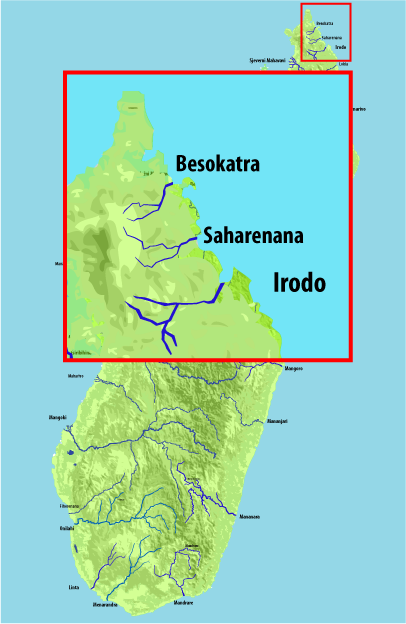

伊魯杜河，是馬達加斯加的河流，位於該國東北部，由薩瓦區負責管轄，河道全長80公里，流域面積4,300平方公里，該河流最終注入印度洋。